# راندرز (فیلم ۱۹۶۵)
«راندرز» (انگلیسی: The Rounders (1965 film)) یک فیلم به کارگردانی برت کندی است که در سال ۱۹۶۵ منتشر شد.

## بازیگران
- گلن فورد
- هنری فوندا
- چیل ویلز
- ادگار بیوکانان
- سو آن لنگدون
- کاتلین فریمن
- دنور پیل
- بارتون مک‌لین
- وارن اوتس
- دودلز ویوِر